# Asthena lassa
Asthena lassa är en fjärilsart som beskrevs av Louis Beethoven Prout 1926. Asthena lassa ingår i släktet Asthena och familjen mätare. Inga underarter finns listade i Catalogue of Life.